# Елван Абейлеґессе
Елван Абейлеґессе  (тур. Elvan Abeylegesse, амх. አልቫን አበይለገሠ, 11 вересня 1982) — турецька легкоатлетка ефіопського походження, олімпійська медалістка.
У серпні 2015 року Федерація легкої атлетики Туреччини підтвердила, що антидопінговий тест, взятий під час Чемпіонату світу з легкої атлетики 2007 року, був переперевірений і виявився позитивним на контрольовану речовину, і що спортсменка була тимчасово відсторонена від участі в змаганнях до проведення повторного тестування її «В-проби». 29 березня 2017 року ІААФ підтвердила позитивний результат тесту, анулювала результати спортсменки за період з 25 серпня 2007 року по 25 серпня 2009 року (тим самим позбавивши її двох срібних медалей, які вона завоювала на Олімпійських іграх 2008 року), а також заборонила їй брати участь в Олімпійських іграх на два роки.

## Виступи на Олімпіадах
| Олімпіада  | Дисципліна           | Місце |
| ---------- | -------------------- | ----- |
| Афіни 2004 | біг на 1500 метрів   | 8     |
| Афіни 2004 | біг на 5000 метрів   | 12    |
| Пекін 2008 | біг на 5000 метрів   | 2     |
| Пекін 2008 | біг на 10 000 метрів | 2     |